# Orbellia borisregis
Orbellia borisregis är en tvåvingeart som beskrevs av Leander Czerny 1930. Orbellia borisregis ingår i släktet Orbellia och familjen myllflugor. Inga underarter finns listade i Catalogue of Life.